# Bibrons stilettorm
Bibrons stilettorm (Atractaspis bibronii), är en ormart inom familjen stilettormar och tillhör släktet jordhuggormar.

## Kännetecken
Bibrons stilettorm, är giftig, har långa huggtänder och små ögon med glansiga fjäll, kroppen påminner om en giftsnoks men är något kraftigare, med släta tätt ihopsittande fjäll. På svanstippen finns en vass tagg, denna taggen är ofarlig. Längden är 40 till 70 centimeter, hanarna blir störst. Färgen är lila-brun till svart eller grå-svart på ryggen, magen är vanligtvis enbart mörkgrå men ibland ljusare vitaktig till krämigt färgad med spridda mörka fläckar. Ormen har en särskild aromatisk doft, vilkens funktion är okänd. Den är den mest vanliga ormarten i släktet jordhuggormar. Bibrons stilettorm förväxlas ofta med ett antal arter i släktet Amblyodipsas och ormar i den ofarliga familjen Lycophidion.

## Utbredning
Arten förekommer i Sydafrika, Swaziland, Namibia, Angola, Kenya, Botswana, Somalia, Zimbabwe, Moçambique, Zambia, Malawi, Tanzania, Zanzibar och södra Kongo-Kinshasa.

## Levnadssätt
Ormen lever i varierande miljöer, från savanner och halvöknar till kusttrakter. Den är en grävande orm som ofta hittas i termitstackar, under ruttna nerfallna träd och grenar, eller solvärmda stenar. Den är nattaktiv och natten är den tid då man har störst chans att se ormen på markytan, speciellt efter kraftig nederbörd. 
Ormen lever i marken i underjordiska gångsystem och den vassa taggen på svanstippen hjälper den att ta sig fram. Gångarna grävs med hjälp av sidan av huvudet, ofta under solvärmda stenar. När ormen känner sig hotad spänner den huvudet och böjer det ner mot marken för att försöka gräva ner sig.
Ormens byten består av mindre gnagare och andra grävande reptiler och små grodor. Ormen fångar oftast sina byten i underjordiska gångar och dödar dem genom att hugga dem med sina speciella huggtänder. När ormen hugger använder den en huggtand och den hugger med denna bakåt eller i sidled ett antal gångar i bytet tills detta dör. 
Fortplantningen är ovipar, och honan lägger 4-7 avlånga ägg som är 2,7-3,6 centimeter långa och 1-1,2 centimeter breda. Äggen läggs på sommaren, och de nyfödda ungarna är ungefär 15 centimeter långa.

## Ormens gift och fara för människor
Ormen har ett milt till medelstarkt gift. Inga mänskliga dödsfall efter bett av ormen är så vitt man vet rapporterade. Den är mycket argsint, lättirriterad och biter gärna. Bettet är smärtsamt då ormen hugger snabbt och ofta flera gånger. Den ska inte hållas bakom huvudet på grund av sina speciella utfällbara framhuggtänder. När man håller ormen på detta viss kan den också lätt skadas. 
Körtlarna där giftet hålls avger en liten dos av halmfärgat gift (1,3–7,4 mg), vilket orsakar omedelbar smärta och lokala svullnader (runt om och vid bettet). Milda neurotoxiska symtom, till exempel illamående, torr hals och yrsel kan uppkomma i de tidiga stadierna. Nekros (delar av kroppen som ruttnar och dör) är ovanlig. Polyvalent motgift är ineffektivt. Ormen orsakar många ormbett i områden där det finns mycket av den och det har hänt att den som blivit biten förlorat fingret till följd av ormbettet. 

## Systematik
De långa framhuggtänderna på denna orm kan skapa förvirringar med familjen Viperidae och dess släkten, vilken släktet jordhuggormar länge var klassificerad under.